# Eotmethis jintaiensis
Eotmethis jintaiensis är en insektsart som beskrevs av Xi, G. och Z. Zheng 1984. Eotmethis jintaiensis ingår i släktet Eotmethis och familjen Pamphagidae. Inga underarter finns listade i Catalogue of Life.